# War Against All
War Against All (с англ. — «Война против всех») —  десятый студийный альбом норвежской блэк-метал-группы Immortal, выпущенный 26 мая 2023 года на лейбле Nuclear Blast. Это первый альбом коллектива, в записи которого участвовал только один из участников Immortal — Демоназ. Аббат покинул группу ещё в 2015 году, а в 2020 году между Хоргом и Демоназом разгорелись судебные разбирательства по поводу прав на название группы, и впоследствии Хорг покинул Immortal.

## Список композиций
Слова и музыка всех песен — Demonaz.
| №                   | Название               | Длительность |
| ------------------- | ---------------------- | ------------ |
| 1.                  | «War Against All»      | 3:26         |
| 2.                  | «Thunders of Darkness» | 3:48         |
| 3.                  | «Wargod»               | 4:38         |
| 4.                  | «No Sun»               | 4:16         |
| 5.                  | «Return to Cold»       | 4:31         |
| 6.                  | «Nordlandihr»          | 7:12         |
| 7.                  | «Immortal»             | 4:14         |
| 8.                  | «Blashyrkh My Throne»  | 5:58         |
| Общая длительность: | Общая длительность:    | 38:03        |

## Участники записи
Immortal
- Demonaz — вокал, гитара

Приглашённые музыканты
- Арве Исдал — бас-гитара, продюсирование, звукозапись
- Кевин Квале — ударные

Производственный персонал
- Хербранд Ларсен — звукозапись
- Ивер Сандёй — мастеринг
- Маттиас Фриск — обложка